# Lỗi phần mềm

Một trang trong nhật ký của máy tính cơ điện Harvard Mark II, có hình một con bướm đêm đã chết đã được lấy ra khỏi thiết bị

Lỗi phần mềm là một lỗi hay hỏng hóc trong chương trình hoặc hệ thống máy tính khiến nó tạo ra kết quả không chính xác hoặc không mong muốn hoặc hành xử theo những cách không lường trước được. Quá trình tìm và sửa lỗi được gọi là "gỡ lỗi" và thường sử dụng các kỹ thuật hoặc công cụ chính thức để xác định lỗi và từ những năm 1950, một số hệ thống máy tính đã được thiết kế để ngăn chặn, phát hiện hoặc tự động sửa các lỗi máy tính khác nhau trong quá trình hoạt động.
Hầu hết các lỗi phát sinh từ các lỗi và sai lầm được tạo ra trong mã nguồn của chương trình hoặc thiết kế của chương trình hoặc trong các thành phần và hệ điều hành được sử dụng bởi các chương trình đó. Một số ít các lỗi được gây ra bởi trình biên dịch sản xuất mã không chính xác. Một chương trình có chứa nhiều lỗi (bug) hoặc lỗi ảnh hưởng nghiêm trọng đến chức năng của nó, (buggy). Lỗi có thể kích hoạt các lỗi khác tạo ra hiệu ứng gợn. Lỗi có thể có hiệu ứng hoặc khiến chương trình bị sập hoặc treo máy tính. Các lỗi khác như chỉnh sửa điều kiện truy cập là lỗi bảo mật và có thể giúp cho phép một số người dùng qua được các hàng rào bảo mật để truy cập một số trang web trái phép hoặc mua bán qua các nền tảng công nghệ bị cấm bởi chính phủ.
Một số lỗi phần mềm có thể nghiêm trọng tới mức thảm họa. Lỗi trong mã điều khiển máy xạ trị Therac-25 đã trực tiếp khiến bệnh nhân tử vong trong những năm 1980. Năm 1996, tên lửa Ariane 5 của Cơ quan Vũ trụ Châu Âu trị giá 1 tỷ USD đã bị phá hủy chưa đầy một phút sau khi phóng do lỗi trong chương trình máy tính hoa tiêu cài đặt trên tàu. Vào tháng 6 năm 1994, một máy bay trực thăng Chinook của Không quân Hoàng gia đã đâm vào Mull of Kintyre, giết chết 29 người. Điều này ban đầu được coi là lỗi phi công, nhưng một cuộc điều tra của Computer Weekly đã thuyết phục một cuộc điều tra của House of Lords rằng nó có thể là do lỗi phần mềm trong máy tính điều khiển động cơ của máy bay.
Năm 2002, một cuộc điều tra do Mỹ Bộ Thương mại của Viện Tiêu chuẩn và Công nghệ kết luận rằng "lỗi phần mềm, hoặc sai sót trong lập trình là nguyên nhân phổ biến và gây hại đến nỗi chúng đã hao tổn nền kinh tế Mỹ ước tính khoảng 59 tỷ USD mỗi năm, tương đương khoảng 0,6% tổng sản phẩm quốc nội".